# Cyphia smutsii
Cyphia smutsii är en klockväxtart som beskrevs av Franz Elfried Wimmer. Cyphia smutsii ingår i släktet Cyphia, och familjen klockväxter. Inga underarter finns listade i Catalogue of Life.